# Porphyrinia decolorata
Porphyrinia decolorata là một loài bướm đêm trong họ Noctuidae.